# Lachaise
Lachaise is een gemeente in het Franse departement Charente (regio Nouvelle-Aquitaine) en telt 288 inwoners (1999). De plaats maakt deel uit van het arrondissement Cognac.

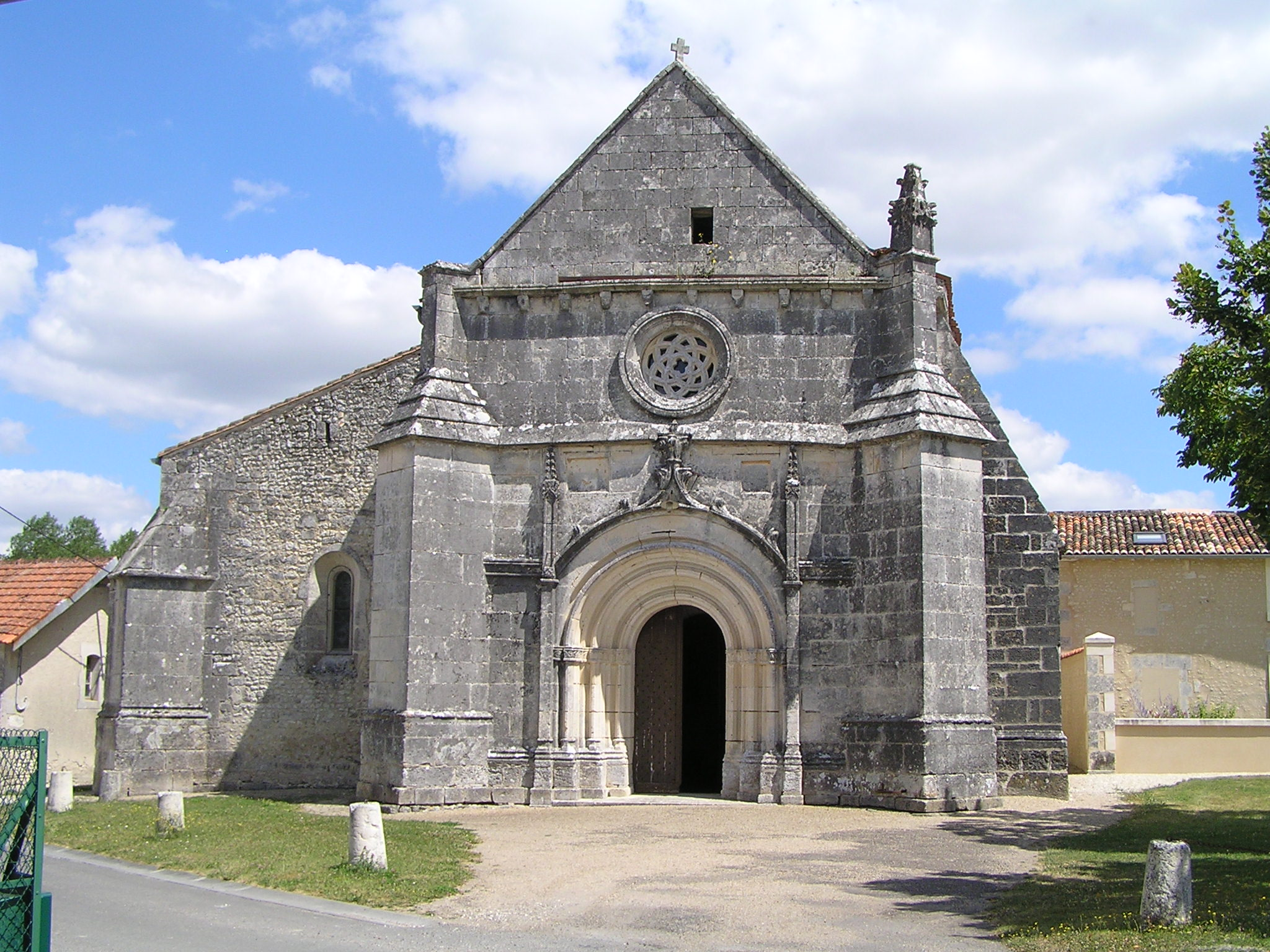
Kerk van Lachaise
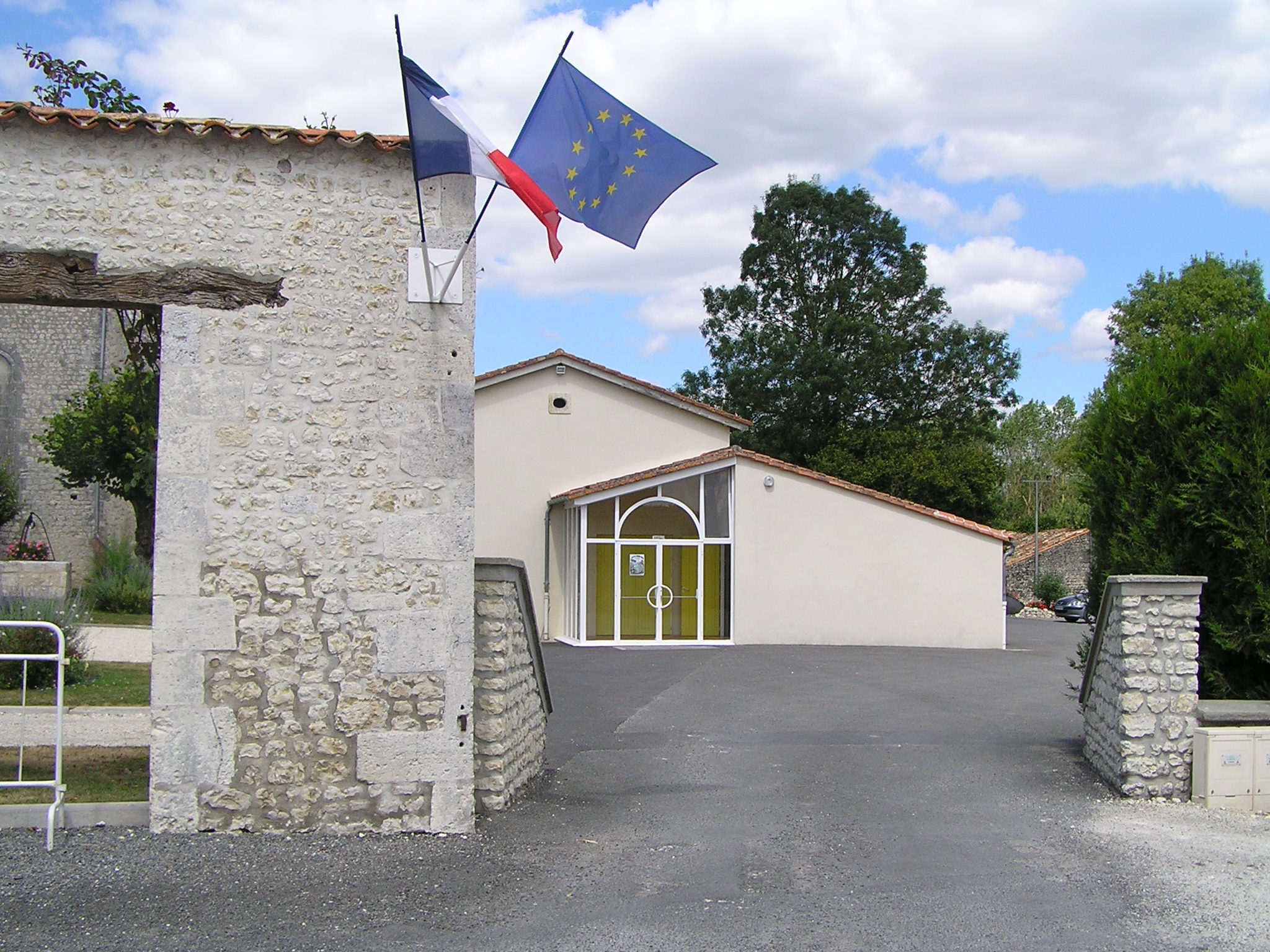
Gemeentehuis

## Geografie
De oppervlakte van Lachaise bedraagt 9,5 km², de bevolkingsdichtheid is 30,3 inwoners per km².
De onderstaande kaart toont de ligging van Lachaise met de belangrijkste infrastructuur en aangrenzende gemeenten.

## Demografie
Onderstaande figuur toont het verloop van het inwonertal (bron: INSEE-tellingen).